# Nördliche Liang
Die Nördliche Liang (chinesisch 北凉, Pinyin Bĕi Liáng; 397-439 oder 460) war ein Staat der Sechzehn Reiche in China. Er wurde von der Familie Juqu aus der Xiongnu-Volksgruppe gegründet, obwohl sie anfänglich den Han-Beamten Duan Ye als Prinzen unterstützte, dann aber Duan im Jahr 401 unterwarf und direkt die Macht übernahm.
Alle Herrscher der Nördlichen Liang riefen sich zu „wang“ aus (was mit „Prinz“ oder „König“ übersetzt werden kann).
Die meisten chinesischen Historiker halten das Jahr 439 für das Ende der Nördlichen Liang, als seine Hauptstadt Guzang (姑臧, heute Wuwei, Gansu), an die Nördliche Wei fiel und ihr Prinz Juqu Mujian gefangen genommen wurde. Manche jedoch betrachten seine Cousins Juqu Wuhui und Juqu Anzhou, die sich später mit Resten der Nördlichen Liang in Gaochang (高昌, dem heutigen Turfan, Xinjiang), niederließen als eine Fortsetzung der Nördlichen Liang, und betrachten daher das Jahr 460 als das Ende der Nördlichen Liang, als Gaochang an Rouran fiel und zu einem Vasallen wurde, und der Rest der Juqu-Familie niedergemetzelt wurde.

## Herrscher der Nördlichen Liang (397–439 oder 460)
| Tempelname                                            | Postumer Name        | Familienname und Vorname             | Dauer der Regentschaft | Äranamen und ihre Dauer                                                                                                 |
| ----------------------------------------------------- | -------------------- | ------------------------------------ | ---------------------- | --- |
| chinesische Konvention: Familienname und Vorname      |                      |                                      |                        | |
| Nördliche Liang 397-439 (als Gaochang „wang“ 442-460) |                      |                                      |                        | |
| existiert nicht                                       | existiert nicht      | Duan Ye (段業 Duàn Yè)               | 397-401                | Shenxi (神璽 Shénxǐ) 397-399 Tianxi (天璽 Tiānxǐ) 399–401                                                               |
| Taizu (太祖 Tàizǔ)                                    | Wuxuan (武宣 Wǔxuān) | Juqu Mengxun (沮渠蒙遜 Jǔqú Méngxùn) | 401-433                | Yongan (永安 Yǒngān) 401-412 Xuanshi (玄始 Xuánshǐ) 412-428 Chengxuan (承玄 Chéngxuán) 428-430 Yihe (義和 Yìhé) 430–433 |
| existiert nicht                                       | Ai (哀王 āi)         | Juqu Mujian (沮渠牧犍 Jǔqú Mùjiān)   | 433-439                | Yonghe (永和 Yǒnghé) 433–439                                                                                            |
| existiert nicht                                       | existiert nicht      | Juqu Wuhui (沮渠無諱 Jǔqú Wúhuí)     | 442-444                | Chengping (承平 Chéngpíng) 443-444                                                                                      |
| existiert nicht                                       | existiert nicht      | Juqu Anzhou (沮渠安周 Jǔqú ānzhōu)   | 444-460                | Chengping (承平 Chéngpíng) 444–460                                                                                      |